# Lijst van burgemeesters van Eethen
Dit is een lijst van burgemeesters van de voormalige Nederlandse gemeente Eethen in de provincie Noord-Brabant.

Deze gemeente is op 1 mei 1923 ontstaan door samenvoeging van de toenmalige gemeenten Genderen, Drongelen en Meeuwen. De gemeente heeft bestaan tot 1 januari 1973 en is toen opgegaan in de gemeente Aalburg.
| Ambtsperiode      | Naam burgemeester                   | Leven     | Partij of stroming | Bijzonderheden |
| ----------------- | ----------------------------------- | --------- | ------------------ | --- |
| 1 mei 1923 - 1936 | D.F. Brune (Dirk Frederik?)         | 1871-1949 |                    | Voorafgaand burgemeesters van Genderen, Drongelen en Meeuwen |
| 1936 - 1953       | David Adriaan (D.A.) van der Schans | 1888-1986 | ARP                | Achterkleinkind van Willem Janszn. Millenaar, burgemeester van Drongelen, Haagoort, Gansoijen en Doeveren. Broer van Adriaan Davinus van der Schans, burgemeester van Andel. Neef van Jacobus Oerlemans, burgemeester van Eethen. De Burgemeester D.A. van der Schansstraat in Drongelen is naar hem vernoemd |
| 1953 - 1964       | Jan Slot                            | 1913-1994 | ARP                | Aansluitend burgemeester van Hardenberg |
| 1965 - 1973       | Willem Frederik van Dijk            | 1913-1993 | ARP                | Sinds 1958 al burgemeester van Veen, Wijk en Aalburg; vanaf 1 januari 1973 burgemeester van de fusiegemeente Aalburg |